# Neurotheca congolana
Neurotheca congolana är en gentianaväxtart som beskrevs av Wildem. och Th. Dur.. Neurotheca congolana ingår i släktet Neurotheca och familjen gentianaväxter. Inga underarter finns listade i Catalogue of Life.